# Стармер, Кир
Кир Ро́дни Ста́рмер (англ. Keir Rodney Starmer; род. 2 сентября 1962, Саутуарк) — британский политический и государственный деятель, премьер-министр Великобритании с 5 июля 2024 года, лидер Лейбористской партии с 4 апреля 2020 года. Бывший королевский адвокат и глава Королевской прокурорской службы. Ранее занимал должность лидера оппозиции (2020—2024).

## Биография

### Ранние годы
Родился 2 сентября 1962 года в Лондоне, сын Родни Стармера, занимавшегося производством слесарных инструментов, и Джозефины Стармер (в различных интервью Кир Стармер говорил просто, что его отец работал на фабрике, но по уточнённым данным тот владеет собственной компанией Oxted Tool Company, которая, тем не менее, отсутствует в реестре компаний — возможно, Родни Стармер является единственным сотрудником фирмы). У Кира Стармера есть старшая сестра Анна (родилась в июне 1961 года), а также младшие брат и сестра, двойняшки Николас и Кэтрин (родились в марте 1964). Вскоре после рождения Кира семья переехала в город Окстед (графство Суррей). В 1974 году Кир поступил в Райгитскую школу грамоты, которая в 1976 году была преобразована в частную. Занимался музыкой, освоил флейту в достаточной степени для поступления в Гилдхоллскую школу музыки и по настоянию родителей ездил по субботам в Лондон на занятия.

### Профессиональная карьера
С отличием окончил Лидсский университет со степенью бакалавра права, а затем изучал право в Сент-Эдмунд Холле Оксфордского университета, где получил степень бакалавра гражданского права. В 1987 году принят в коллегию адвокатов и специализировался на правах человека, работая под руководством Хелены Кеннеди и Джеффри Робертсона.
До 1990 года сотрудничал в правозащитной группе интересов «Liberty», затем работал в барристерском бюро Doughty Street Chambers, по-прежнему занимаясь защитой прав человека. Сотрудник центра прав человека при Эссекском университете, консультант по правам человека Ассоциации старших полицейских офицеров, советник по правам человека Наблюдательного совета Североирландской полиции (с 2003 года).
В 2002 году назначен королевским адвокатом.
С 2008 по 2013 год возглавлял Королевскую прокурорскую службу в должности главного государственного обвинителя.

### Начало политической карьеры
В 2015 году избран в Палату общин от лондонского округа Холборн и Сент-Панкрас, получив 52,9 % голосов.
7 октября 2016 года лидер Лейбористской партии Джереми Корбин произвёл перестановки в своём теневом кабинете, в числе прочих мер назначив Стармера теневым министром по выходу из Евросоюза.
23 сентября 2019 года на конференции лейбористов в Брайтоне Стармер безуспешно добивался однозначного позиционирования партии за сохранение членства Великобритании в ЕС, что противоречило «нейтральному» в этом отношении курсу Корбина.
Парламентские выборы 12 декабря 2019 года ознаменовались тяжёлым поражением лейбористов, но в своём округе Стармер с результатом 64,52 % одержал триумфальную победу над консерватором Александрой Хейворд (15,63 %).

### Борьба за лидерство в Лейбористской партии
4 января 2020 года Стармер объявил о намерении бороться за лидерство в Лейбористской партии. Ранее агитировал за проведение второго референдума о членстве Великобритании в Евросоюзе, но в новых условиях заявил о необходимости признать реальность. Заявил о необходимости продолжить противодействие жёсткой финансовой и бюджетной политике, начатое Корбином, а также выпустил четырёхминутный рекламный ролик, в котором напомнил, что оказывал юридическую помощь участникам протестов против подушного налога, «отстаивал интересы рабочих и профсоюзов», выступал против Иракской войны и поддерживал в суде иски против консервативных и лейбористских правительств из-за допущенных ими нарушений в вопросах социальной защиты шахтёров и назначения пособий соискателям политического убежища.
20 января 2020 года Стармер стал первым официальным кандидатом в предвыборной кампании, получив поддержку необходимого количества профсоюзов.

### Во главе Лейбористской партии
4 апреля 2020 года Стармер победил в первом туре прямых выборов лидера лейбористов, в котором приняли участие около 490 тысяч членов партии и профсоюзов из 784 151, имевших право голоса. Стармера поддержали 56,2 %, Ребекку Лонг-Бейли — 27,6 %, Лизу Нэнди — 16,2 %.
5 апреля Стармер сформировал свой теневой кабинет, включив в него всех своих соперниц по борьбе за лидерство в партии, а также бывшего лидера лейбористов Эда Милибэнда.
6 мая 2021 года в Великобритании состоялись местные выборы, проигранные лейбористами, а также дополнительные выборы в Палату общин от избирательного округа в городе Хартлпул — его лейбористы также уступили консерваторам, хотя ранее неизменно там побеждали с момента создания округа в 1974 году.
12 февраля 2022 года офис Стармера передал в Скотланд-Ярд сообщения в Telegram с угрозами убийством в отношении Стармера. Проблема возникла, когда ранее премьер-министр Борис Джонсон обвинил лидера лейбористов в том, что тот не обеспечил своевременное привлечение к ответственности Джимми Сэвайла, хотя первые обвинения против Сэвайла в преступлениях сексуального характера появились в период, когда Стармер возглавлял Королевскую прокурорскую службу.
5 мая 2022 года в ряде регионов Великобритании состоялись местные выборы, исход которых оказался успешным для лейбористов — они получили большинство в 11 советах и лишились его в шести, количество же советов, контролируемых консерваторами, снизилось на 12.
6 мая 2022 года объявлено о привлечении полицией Дарема Стармера в качестве подозреваемого к расследованию так называемого скандала «Биргейт» (в его рамках представители руководства Лейбористской партии обвиняются в нарушении антиковидных санитарных ограничений в 2021 году накануне местных выборов в Хартлпуле). 8 июля 2022 года стало известно о снятии полицией всех обвинений.
14 августа 2022 года Стармер обнародовал план лейбористов по замораживанию для конечных потребителей цен на энергию посредством введения налога на непредвиденную прибыль для энергетических компаний. По его словам, цель этой меры — предотвратить ожидаемый к октябрю 2022 года рост цен на 80 %, что означает доведение среднего размера счёта на одно домашнее хозяйство до 3600 фунтов стерлингов в год (согласно объявленному плану, размер среднего счёта должен быть на 1000 фунтов стерлингов ниже).
4 мая 2023 года очередные местные выборы в Англии ознаменовались убедительной победой Лейбористской партии, которая впервые с 2002 года получила большинство депутатских мандатов в местных советах. В 230 местных советах лейбористы получили 2675 мест, увеличив своё представительство на 643 мандата, а консерваторы смогли удержать 2296 депутатских кресел, что означает уменьшение их количества на 957. Лейбористы добились контроля над 71 советом (на 22 больше, чем контролировали до выборов), а консерваторы оставили за собой только 33 совета, тем самым уменьшив их количество на 48.
2 мая 2024 года лейбористы одержали триумфальную победу на местных выборах в Англии: из 107 местных советов консерваторы обеспечили большинство только в 6, а лейбористы — в 50.

### Парламентские выборы 2024 года
16 мая 2024 года Стармер обнародовал программу первых шести шагов, которые предпримет его правительство в случае победы на следующих парламентских выборах (при этом он предупредил, что потребуется десятилетие для появления первых положительных результатов осуществления программы). Предлагаемые шаги следующие: 1) обеспечение экономической стабильности, 2) сокращение сроков ожидания приёма в государственной системе здравоохранения, 3) пресечение антиобщественного поведения, 4) приём на работу 6500 новых учителей, 5) обновление системы пограничного контроля, 6) учреждение государственной энергетической компании Великобритании.
22 мая 2024 года премьер-министр Риши Сунак после консультации с королём Карлом III назначил парламентские выборы на 4 июля 2024 года.
По мнению издания Politico, Стармер с 2020 года делал всё возможное для изменения репутации Лейбористской партии как непатриотичной и уделяющей недостаточно внимания проблемам безопасности, и добился на этом направлении заметного успеха. Позиция теневого кабинета Стармера заключается в сохранении твёрдой поддержки Украины в отражении российского вторжения.
24 мая 2024 года Стармер заявил о готовности признать государство Палестина в случае прихода к власти. Ранее в Лейбористской партии развернулась ожесточённая внутренняя борьба по отношению к военной операции Израиля в секторе Газа после нападения ХАМАС на Израиль 7 октября 2023 года. В частности, Стармер подвергался критике за частичный отход от партийной линии — требование немедленного прекращения огня — и был обвинён в поражениях лейбористов на местных выборах в округах с большой долей избирателей-мусульман.
13 июня 2024 года Лейбористская партия опубликовала свою предвыборную программу, в которой пообещала поддержку бизнесу и в первую очередь повышение благосостояния граждан. Предложения также включают планы создания государственной энергетической компании, приостановку выдачи новых лицензий на разработку месторождений нефти и газа в Северном море, сокращение времени ожидания приёма пациентами в государственной системе здравоохранения и ренационализацию большинства служб пассажирских железнодорожных перевозок.

### Премьер-министр Великобритании

#### 2024 год
По итогам выборов, прошедших 4 июля 2024 года, лейбористы впервые за 14 лет победили, получив 412 мест в Палате Общин. Утром 5 июля лидер консерваторов Риши Сунак признал поражение, а днём объявил о своей отставке, и король Карл III предложил Стармеру сформировать правительство. Лейбористы получили 33,8 % голосов — лишь на 1,7 % больше, чем на проигранных ими выборах 2019 года, но благодаря катастрофическим показателям консерваторов (те ухудшили свой результат 2019 года на 19,9 % и набрали лишь 23,7 %) лейбористы увеличили своё представительство в Палате общин на 214 мандатов, а консерваторы потеряли 252, получив лишь 121.
5 июля 2024 года Стармер сформировал своё правительство, все должности в котором заняли члены его теневого кабинета, за исключением генерального атторнея Англии и Уэльса Ричарда Хермера — он заменил теневого генерального атторнея Эмили Торнберри. Хермер не является депутатом парламента и должен быть введён в Палату лордов, чтобы получить право на участие в правительстве. Кабинет Стармера включает наибольшее количество женщин-министров в истории Великобритании и троих представителей этнических меньшинств — министр иностранных дел Дэвид Лэмми (единственный чернокожий министр), а также Шабана Махмуд и Лиза Нэнди. Только два министра учились в частных школах — Луиза Хейг и Аннелиза Доддс.
10 сентября 2024 года Стармер сумел провести через парламент, преодолев сопротивление собственной партии, решение о сокращении пособий для пенсионеров на отопление в зимний период, составлявшее от 200 до 300 фунтов стерлингов в год. Один лейборист проголосовал против законопроекта, 53 депутата уклонились от участия в голосовании — из них некоторые оправдали своё отсутствие объективными уважительными причинами, а некоторые демонстративно саботировали заседание парламента.
В сентябре 2024 года Стармер отклонил обвинения в коррупции, выдвинутые против него консерваторами из-за дорогих подарков лорда Али жене Стармера Виктории, которые не были задекларированы премьер-министром. По словам Стармера, он не согласен с мнением, что налогоплательщики должны оплачивать одежду высокопоставленным политикам и их супругам.

#### 2025 год
В январе 2025 года с новой силой разгорелся громкий скандал после публичных заявлений Илона Маска, что Стармер как главный государственный обвинитель в 2008—2013 годах не принял необходимых мер против банд педофилов азиатского происхождения, жертвами которых становились несовершеннолетние белые девочки, находившиеся в сложных жизненных обстоятельствах. Стармер отверг обвинения (в период его пребывания в должности действительно подозреваемым предъявлялись обвинения, приводившие к судебным обвинительным приговорам). Тем не менее, скандал усилился, когда стало известно, что младший министр МВД в правительстве Стармера по вопросам защиты женщин и девочек от насилия Джесс Филлипс отклонила просьбу муниципального совета Олдема провести расследование.
16 января 2025 года в ходе визита в Киев Стармер и президент Зеленский подписали договор о сотрудничестве между Великобританией и Украиной на 100 лет.
2 марта 2025 года Стармер вошёл в число инициаторов проекта направления на Украину наземного контингента войск европейских стран в качестве миротворцев после достижения перемирия в боевых действиях между Украиной и Россией. Это предложение изначально поддержали 25 стран, получившие наименование «Коалиция желающих». В течение первых недель готовность направить наземные войска выразили только Великобритания и Франция, и в изменённом виде план предполагает вместо 30-тысячного воинского контингента предоставление только прикрытия с воздуха и с моря.
1 мая 2025 года состоялись местные выборы в Англии, ознаменовавшиеся одновременным поражением обеих основных партий Великобритании и триумфом новой партии Реформировать Соединённое Королевство. В частности, лейбористы утратили большинство в единственном из 23 переизбираемых советов графств, который контролировали, получив в общей сложности по итогам выборов лишь 98 мест в указанных советах — на 198 меньше, чем имели прежде.
17 июля 2025 года Стармер и канцлер ФРГ Фридрих Мерц подписали так называемый Кенсингтонский договор о дружбе и двустороннем сотрудничестве, в основе которого лежит обоюдное признание четырёх положений: взаимодействие в сфере национальной безопасности, включая признание, что Россия представляет наиболее значительную и прямую угрозу обеим странам; совместное развитие оборонных технологий, включая боевые самолёты «Тайфун», бронемашины «Боксёр» и дальнойбойные ракеты; создание совместной группы по развитию железнодорожного транспорта, включая будущую линию Лондон-Берлин; приверженность идее развития программ школьного обмена и культурных связей.

## Личная жизнь
В 2007 году женился на Виктории Александер, с которой познакомился в 2000-е годы, когда она была солиситором, а Стармер — барристером. В их семье есть сын Тоби и дочь, имя которой публике не раскрывалось. Отец Виктории — польско-еврейского происхождения, её мать тоже приняла иудаизм, их семья жила в районе Госпел-Оук лондонского боро Камден. Семья Стармеров живёт в избирательном округе главы семьи на территории того же боро в таунхаусе стоимостью 1,75 млн фунтов стерлингов. Оставив юридическую практику, Виктория работала управляющей школы, где учились её дети, а затем занялась вопросами охраны труда в государственной системе здравоохранения. Кир Стармер называет себя атеистом, но с женой и детьми посещает синагогу либерального иудаизма.
Вегетарианец.

## Государственные награды
- Рыцарь-командор Ордена Бани (2014)[49].
- Медаль Платинового юбилея королевы Елизаветы ll (2022)
- Коронационная медаль Карла lll (2023)